# Pala (Peipsiääre)
Pala (Duits: Palla) is een plaats in de Estlandse gemeente Peipsiääre, provincie Tartumaa. De plaats heeft de status van dorp (Estisch: küla) en telt 171 inwoners (2021).
Tot in oktober 2017 behoorde Pala bij de gemeente Pala, waarvan het de hoofdplaats was. In die maand werd Pala bij de gemeente Peipsiääre gevoegd.

## Geschiedenis
Het dorp werd in 1582 voor het eerst genoemd onder de naam Pallawes. Vanaf 1592 is er sprake van twee dorpen: Suure-Pala (Groot-Pala) en Väike-Pala (Klein-Pala). Op het eind van de 17e of aan het begin van de 18e eeuw werd Suur-Pala het centrum van een landgoed (Pala mõis in het Estisch). Het landgoed behoorde achtereenvolgens toe aan de Baltisch-Duitse families von Bock en von Stryk.
Het landhuis is bewaard gebleven. Het dateert uit de tweede helft van de 19e eeuw. De muren van de begane grond zijn van steen, die van de eerste verdieping van hout. Het is in gebruik als appartementencomplex.
In 1921, nadat het landgoed was opgedeeld in kleine boerderijen, werden de beide dorpen samengevoegd. In 1977 kreeg Pala officieel de status van dorp. Een deel van Pala werd bij het buurdorp Haavakivi gevoegd.